# Куерон
Куерон (фр. Couëron) је насељено место у Француској у региону Лоара, у департману Атлантска Лоара.
По подацима из 2011. године у општини је живело 19.085 становника, а густина насељености је износила 433,45 становника/km².

## Демографија
| 1962.  | 1968.  | 1975.  | 1982.  | 1990.  | 2011.  |
| ------ | ------ | ------ | ------ | ------ | ------ |
| 11.641 | 12.276 | 13.273 | 14.113 | 16.319 | 19.085 |